# 印第安菲爾茲鎮區 (密歇根州)
印第安菲爾茲鎮區（英語：Indianfields Township）是位於美國密歇根州土斯科拉縣的一個行政鎮區。

## 地方資料
印第安菲爾茲鎮區的面積為91.20平方千米，當中陸地面積為89.90平方千米，而水域面積為1.30平方千米。根據2020年美國人口普查的數據，當地共有人口2492人，而人口密度為每平方千米27.32人。